# Југославија на избору за Песму Евровизије 1961.
Југославија је први пут учествовала на Песми Евровизије 1961, одржаном у Кану, Француска.

### Југовизија 1961
Прво југословенско национално финале одржано је 16. фебруара у Националном позоришту у Љубљани. Домаћин је била Миланка Бавцон. У финалу је било 9 песама са три поднационална јавна емитера Југословенске радио телевизије - ЈРТ ; РТВ Љубљана, РТВ Загреб и РТВ Београд. Победник је изабран гласовима осмочланог жирија стручњака, по једног поротника за сваку од шест република и две аутономне покрајине  . Победничка песма је била  „Неке давне звезде“ у извођењу српске певачице Љиљане Петровић, коју је компоновао Јоже Прившек, а написао Мирослав Антић.
| Финале – 16. фебруар 1961 | Финале – 16. фебруар 1961 | Финале – 16. фебруар 1961      | Финале – 16. фебруар 1961 | Финале – 16. фебруар 1961 | Финале – 16. фебруар 1961 |
| Драв                      | Броадцастер               | Уметник                        | Сонг                      | Бодова                    | Место                     |
| ------------------------- | ------------------------- | ------------------------------ | ------------------------- | ------------------------- | ------------------------- |
| 1                         | РТВ Љубљана               | Љиљана Петровић                | "Неке давне звезде"       | 19                        | 1                         |
| 2                         | РТВ Љубљана               | Марјана Держај & Стане Манцини | "Како сва си различита"   | 6                         | 5                         |
| 3                         | РТВ Љубљана               | Јелка Цветезар                 | "Чрни клавир"             | 3                         | 9                         |
| 4                         | РТВ Загреб                | Иво Робић                      | "Пјесма о животу"         | 11                        | 3                         |
| 5                         | РТВ Загреб                | Габи Новак                     | "Драге мисли"             | 17                        | 2                         |
| 6                         | РТВ Београд               | Лола Новаковић                 | "Плаве даљине"            | 9                         | 4                         |
| 7                         | РТВ Београд               | Аница Зубовић                  | "Срећа"                   | 4                         | 8                         |
| 8                         | РТВ Београд               | Ђорђе Марјановић               | "Реч ил´ две"             | 5                         | 7                         |
| 9                         | РТВ Загреб                | Дуо Хани                       | "Обећај ми то"            | 6                         | 5                         |

## На Евровизији
Љиљана Петровић је на крају гласања добила 9 поена, пласирајући се на 8. место од 16 земаља које се такмиче.